# مادیارچاناد
مادیارچاناد (به مجاری:  Magyarcsanád) یک شهرداری در مجارستان است که در ناحیه ماکو واقع شده‌است. مادیارچاناد ۴۸٫۱۹ کیلومتر مربع مساحت و ۱٬۵۳۸ نفر جمعیت دارد.